# Raiffeisenbank Region Kirchdorf
Die Raiffeisenbank Region Kirchdorf eGen ist eine österreichische Regionalbank mit Sitz in Kirchdorf an der Krems. Mit rund 100 Mitarbeitern und 13 Standorten zählt das Institut zu den zehn größten Raiffeisenbanken in Oberösterreich.

## Wirtschaftliche Daten

### Standorte
Die Bankstellen der Raiffeisenbank Region Kirchdorf befinden sich in Kirchdorf an der Krems, Klaus an der Pyhrnbahn, Kremsmünster, Micheldorf in Oberösterreich, Molln, Nußbach, Pettenbach und Ried im Traunkreis. Die Standorte Inzersdorf im Kremstal, Leonstein (Ortsteil von Grünburg), Schlierbach, Steyrling (Ortsteil von Klaus) und Steinbach am Ziehberg sind SB-Bankstellen.

### Bilanzdaten
Mit der Fusion im Jahr 2016 entstand die größte selbständige Bank im Bezirk Kirchdorf. Für das Geschäftsjahr 2015 wurden – umgerechnet auf die neue Bank – eine Bilanzsumme von rund 620 Millionen Euro, ein Ergebnis (EGT) von vier Millionen Euro und eine Eigenmittelquote von 27,2 % angegeben. Das Geschäftsvolumen belief sich auf rund 1,2 Milliarden Euro bei einem Eigenkapital von etwa 100 Millionen Euro.
Für das Geschäftsjahr 2016 verzeichnete die Bank eine Bilanzsumme von 641 Millionen Euro, Kundengelder in Höhe von 791 Millionen Euro und ein Finanzierungsvolumen von 446 Millionen Euro. Die Raiffeisenbank Region Kirchdorf war somit 2016 die siebtgrößte oberösterreichische Raiffeisenbank. Im Bundesland Oberösterreich verfügten auf der Primärebene – also ohne der Raiffeisenlandesbank – zu diesem Bilanzstichtag nur mehr die sechs Raiffeisenbanken Wels (966 Millionen Euro), Perg, Region Schärding, Salzkammergut (904 Millionen Euro), Region Sierning und Region Ried im Innkreis (711 Millionen Euro) über eine größere Bilanzsumme.
Für das Geschäftsjahr 2017 wurden eine Bilanzsumme von 662 Millionen Euro und ein Ergebnis (EGT) von 4,6 Millionen Euro veröffentlicht. Die Eigenmittel hatten erstmals die Grenze von 100 Millionen Euro überschritten. Das Jahr 2018 zeigt eine Bilanzsumme von 699,7 Millionen Euro und ein EGT mit 5,1 Millionen Euro. Im Vergleich dazu war im Jahr 2018 das Raiffeisenbanken-Ranking der „Top Fünf“ der Bilanzsumme: 1. Wels 1,307 Mrd. Euro, 2. Perg 1,137 Mrd. Euro, 3. Region Schärding 1,094 Mrd. Euro, 4. Salzkammergut 1,058 Mrd. Euro, 5. Region Sierning 1,023 Mrd. Euro.
Das Jahr 2021 wurde mit einer Bilanzsumme von 832 Millionen Euro abgeschlossen.

## Geschichte

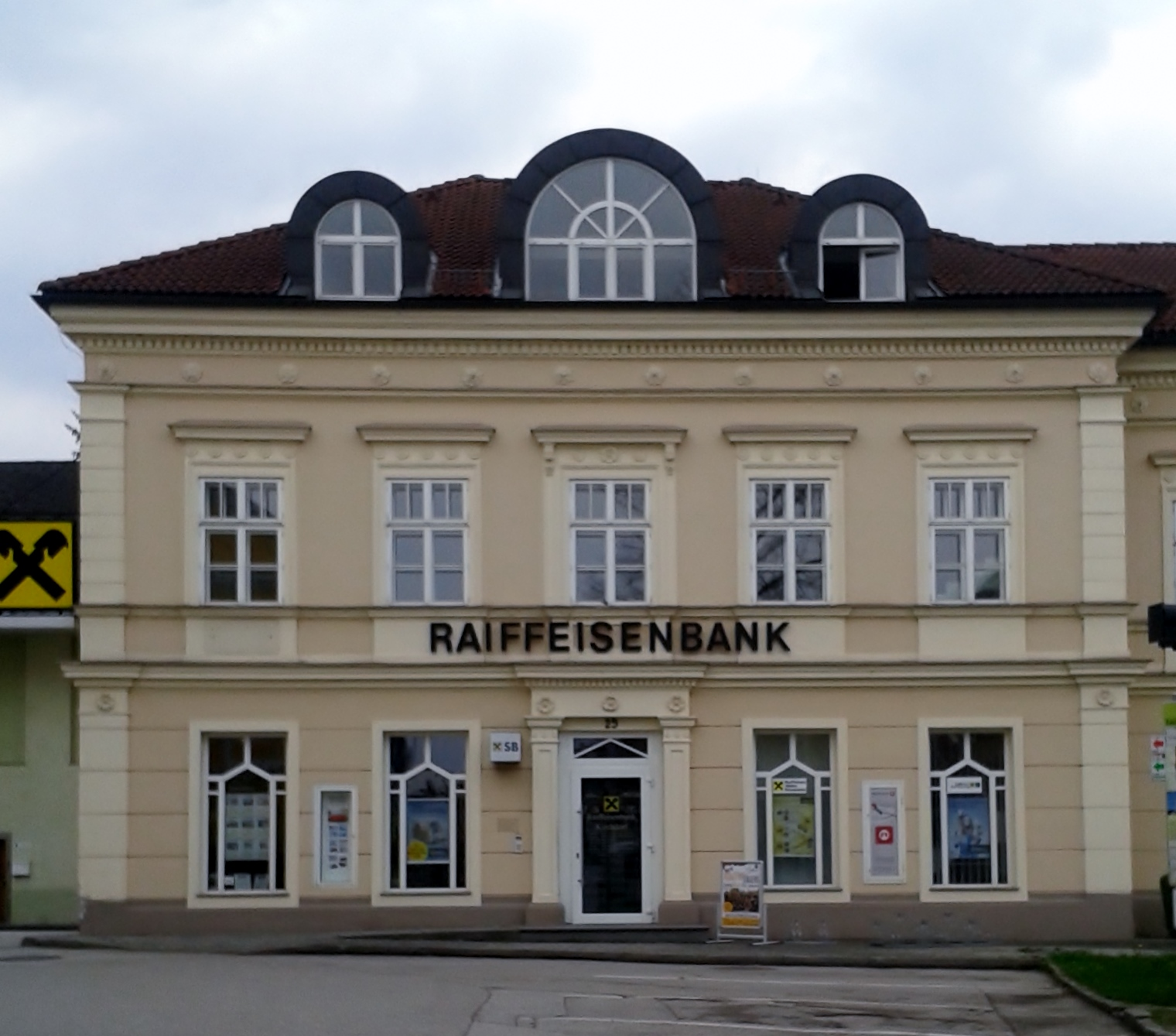
Raiffeisenbank Kirchdorf bis 2019

### Raiffeisenbank Region Kirchdorf
ab 2016
Im September 2016 wurde die Raiffeisenbank Region Kirchdorf eGen in das Firmenbuch eingetragen. Entstanden ist das Institut durch die Verschmelzung von sieben Raiffeisenbanken. Von den beteiligten Raiffeisengenossenschaften war die 1909 gegründete Raiffeisenbank Micheldorf mit fünf Bankstellen das größte bisherige Einzelinstitut und daher die „übernehmende“ Genossenschaft. Die weiteren sechs beitretenden („übertragende“) Genossenschaften unterhielten acht Bankstellen. Der Firmensitz befand sich daraufhin bis Oktober 2019 in Kirchdorf an der Krems am Hauptplatz.

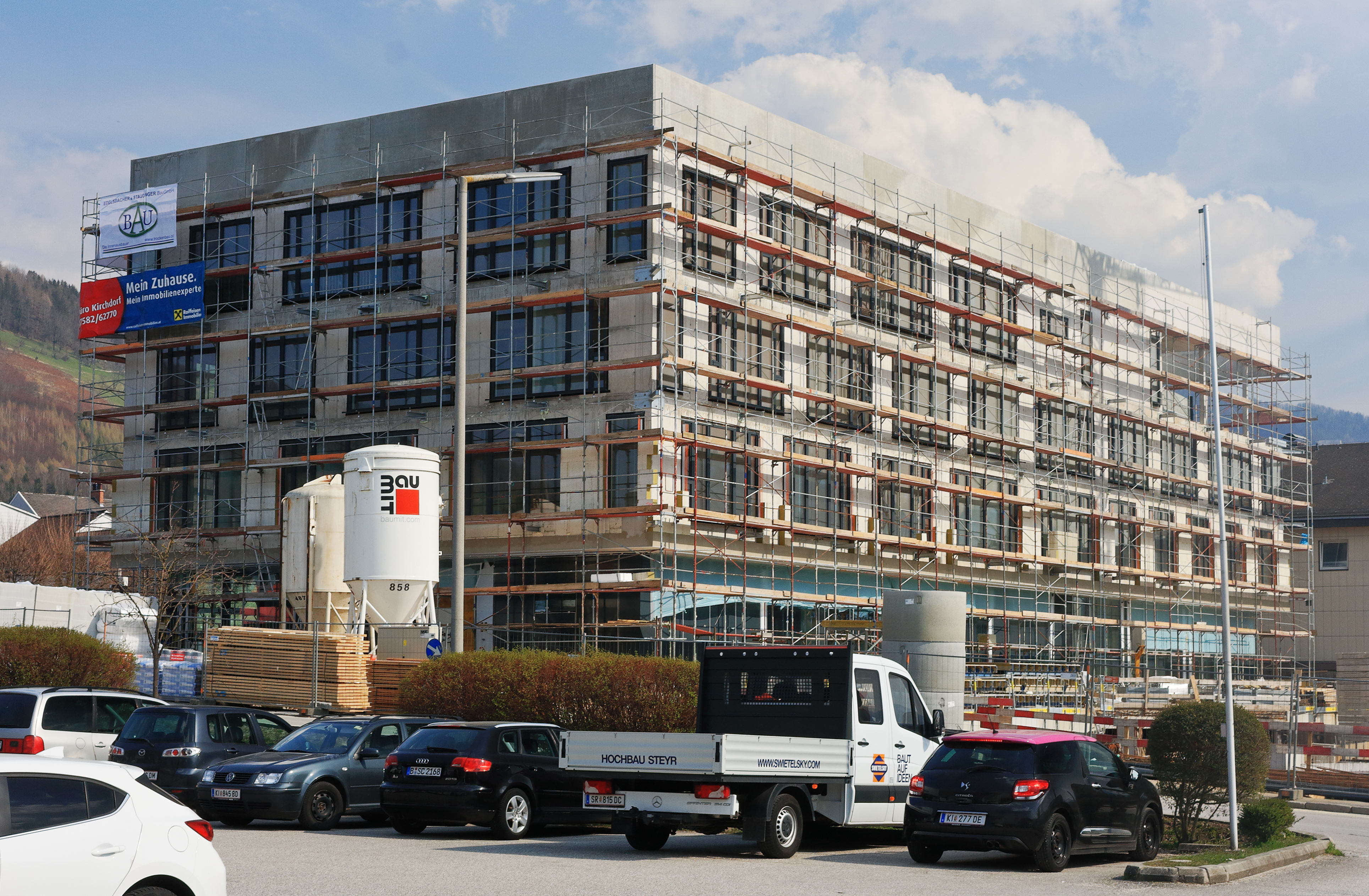
Rohbau des Forums Region Kirchdorf (April 2019)

Die Bauarbeiten für die neue Zentrale begannen im April 2018 mit dem Abriss des ehemaligen Amtssitzes der Bezirkshauptmannschaft Kirchdorf. In Leonstein wurde Mitte 2018 auf SB-Bankstelle umgestellt. Die Übersiedlung der Raiffeisenbank vom Kirchdorfer Hauptplatz in die Garnisonstraße und die Eröffnung des als „Forum Region Kirchdorf“ bezeichneten neuen Gebäudes erfolgte im Oktober 2019. Ebenfalls 2019 gedachten Molln und Pettenbach dem 130. Raiffeisen–Bestandsjubiläum (seit 1889) sowie Micheldorf dem 110. Gründungstag.
ab 2020
Im März 2020 wurde die Umstellung der Filialen Steyrling und Steinbach am Ziehberg zu SB-Bankstellen gestartet. Die Bankstelle Ried im Traunkreis übersiedelte im April 2020 vom bisherigen Bankgebäude in das örtliche Einkaufszentrum. Mit November 2020 wurde in Micheldorf das ehemalige Postamt in der Hauptstraße – welches gegenüber der früheren Bank liegt – der neue Standort für die Bankstelle Micheldorf. Im Oktober 2021 geschah die Umwandlung der Filiale Inzersdorf im Kremstal in eine SB-Filiale.
Im Jahr 2025 wurde die Filiale Schlierbach umgestaltet und der Schalterbetrieb nach Kirchdorf verlagert. Das Gebäude beherbergt seitdem die SB-Filiale der Raiffeisenbank, 14 Coworking-Arbeitsplätze und 2 vermietbare Büros. Als Name für das Schlierbacher Bürozentrum wurde „MORIT´s“ gewählt, in Anlehnung an Pater Moritz Stadler, der vor mehr als 120 Jahren die örtliche Raiffeisenbank begründete.

### Frühere Einzelinstitute
Raiffeisenbank Micheldorf

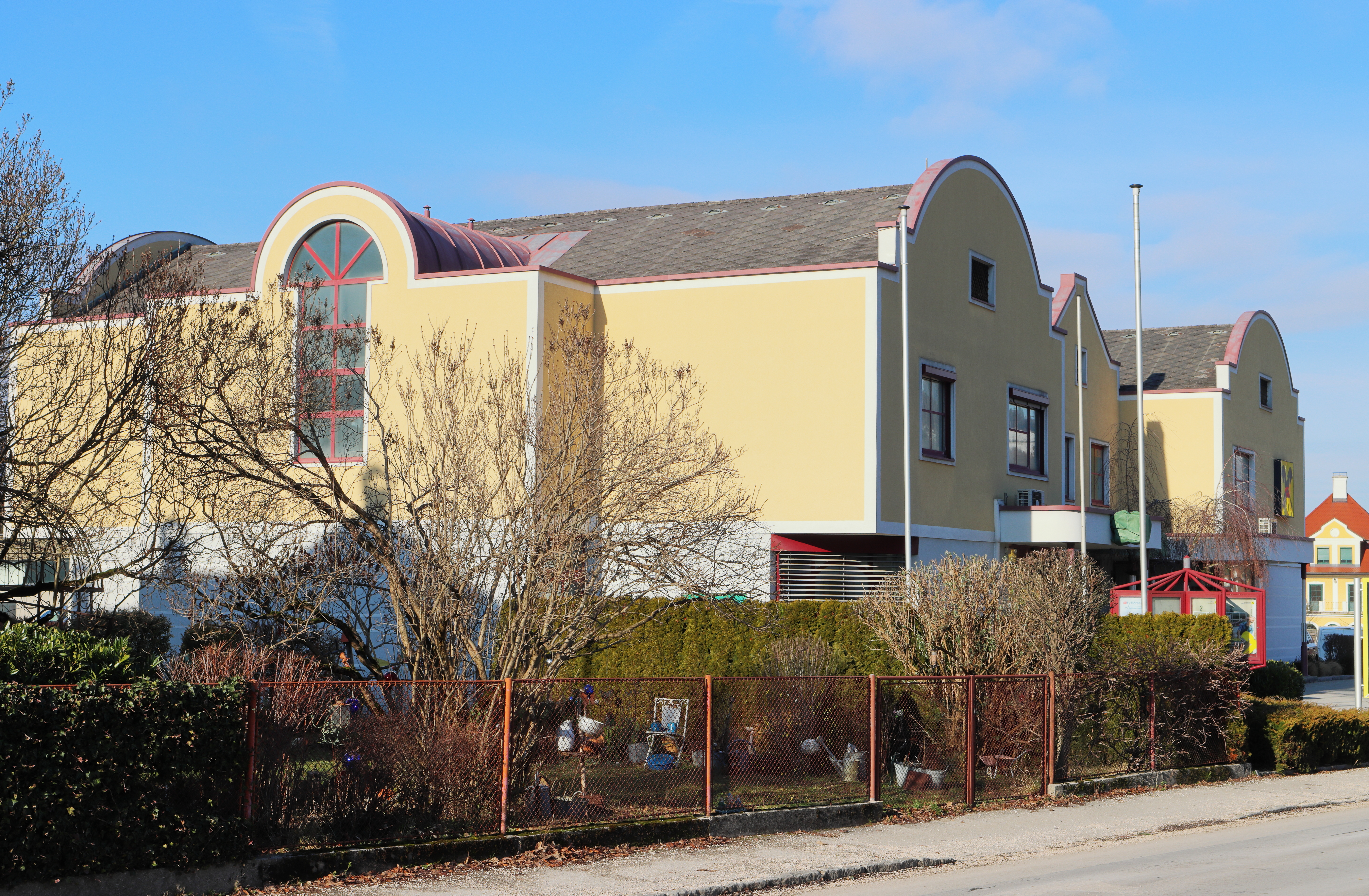
Das ehemalige Gebäude der Raiffeisenbank Micheldorf (Jänner 2022)

Das größte ehemalige Einzelinstitut war die Raiffeisenbank Micheldorf eGen. Nach dem Vorbild von Friedrich Wilhelm Raiffeisen riefen einige Bürger am 1. August 1909 ein Vorschusskassenverein für die Ortsgemeinde Micheldorf und Pfarre Heiligenkreuz ins Leben. Neben einer Beitrittsgebühr von drei Kronen musste jedes Mitglied einen Geschäftsanteil von zwanzig Kronen zeichnen. Kassenstunden gab es nur am Sonntagvormittag, ein Raum des Gemeindeamt diente als Geschäftslokal. Im Jahr 1956 wurde der tägliche Kassenverkehr eingeführt und der erste hauptamtliche Geschäftsleiter eingestellt, alle vorherigen Geschäftsführer übten ihre Tätigkeit nebenberuflich aus. Ebenfalls 1956 wurde das erste eigene Gebäude für die Raiffeisenkasse erworben. Der Ankauf einer neuen Liegenschaft und die Errichtung des Bankgebäudes in Micheldorf geschah 1970.
1971 wurde in der benachbarten Bezirkshauptstadt Kirchdorf an der Krems die Bankstelle Kirchdorf der Raiffeisenkasse Micheldorf eröffnet. 1987 erhöhte sich durch die Übernahme der Raiffeisenkasse Steyrling-Klaus reg.Gen.m.b.H. die Anzahl der Bankstellen von zwei auf vier. Im Jahr 1989 sind bereits 25 Mitarbeiter angestellt, ein Jahr darauf überstieg der Umsatz erstmals eine Milliarde Schilling. Ebenfalls 1991 vollzog man im Firmenwortlaut den Wechsel von Raiffeisenkasse zu Raiffeisenbank. 1995 fusionierte die Raiffeisenbank Inzersdorf reg.Gen.m.b.H. mit der Raiffeisenbank Micheldorf. Im Geschäftsjahr 2001 wurden bei der Bilanzsumme erstmals mehr als 100 Millionen Euro ausgewiesen. 2009 stand im Zeichen des 100-jährigen Jubiläums. Im Geschäftsjahr 2015 verfügte die Raiffeisenbank Micheldorf eGen über fünf Bankstellen in Micheldorf, Kirchdorf, Klaus, Steyrling und Inzersdorf. Die rund 30 Mitarbeiter erwirtschafteten eine Bilanzsumme von 208 Millionen Euro.
Raiffeisenbank Kremsmünster
Im Jahr 1908 bildete sich in der damaligen Gemeinde Kremsmünster-Land ein Vorschusskassenverein nach System Raiffeisen. 1924 wurde die Schillingwährung eingeführt (10.000 Kronen zu 1 Schilling). Das neue Vereinslokal befand sich ab 1937 im unmittelbar am Stift Kremsmünster gelegenen Gebäude Unterburgfried 35 (heute Ursprung 2). 1942 erfolgte die Umfirmierung auf Raiffeisenkasse.
1960 konnte ein neues Kassengebäude eingeweiht werden. 1971 wurde der Neubau am Marktplatz 8 eröffnet. 1994 und 2002 erfolgten Umbauten. 2008 feierten 17 Mitarbeiter das 100-Jahr-Jubiläum der Raiffeisenbank. Die Bilanzsumme der Raiffeisenbank zur Fusion war 105 Millionen Euro.
Raiffeisenbank Pettenbach
Die erste Generalversammlung des Vorschusskassenverein für die Ortsgemeinde Pettenbach reg. Genossenschaft mit unbeschränkter Haftung ging am 28. Juli 1889 vonstatten. Ab 1912 war jeden Samstag von 12 bis 14 Uhr Schalterbetrieb. 1945 nahm der erste hauptamtliche Mitarbeiter seinen Dienst auf. Ab 1960 fungierte die Liegenschaft Pettenbach Nr. 76 als Bankhaus. Am 13. Dezember 1970 wurde die Fusion mit der Raiffeisenkasse Steinbach/Ziehberg reg.Gen.m.b.H. beschlossen. Im Frühjahr 1985 begann der Neubau der Bank in Pettenbach Nr. 126. Im Juni 1992 erhielt die Bankstelle Steinbach ein modernes Bankgebäude. Der Festakt zum 100. Jahrestag der Genossenschaftsgründung in Pettenbach fand 1989 statt. Die Raiffeisenbank mit ihren Bankstellen in Pettenbach und Steinbach am Ziehberg erzielte 2015 eine Bilanzsumme von 100 Millionen Euro.

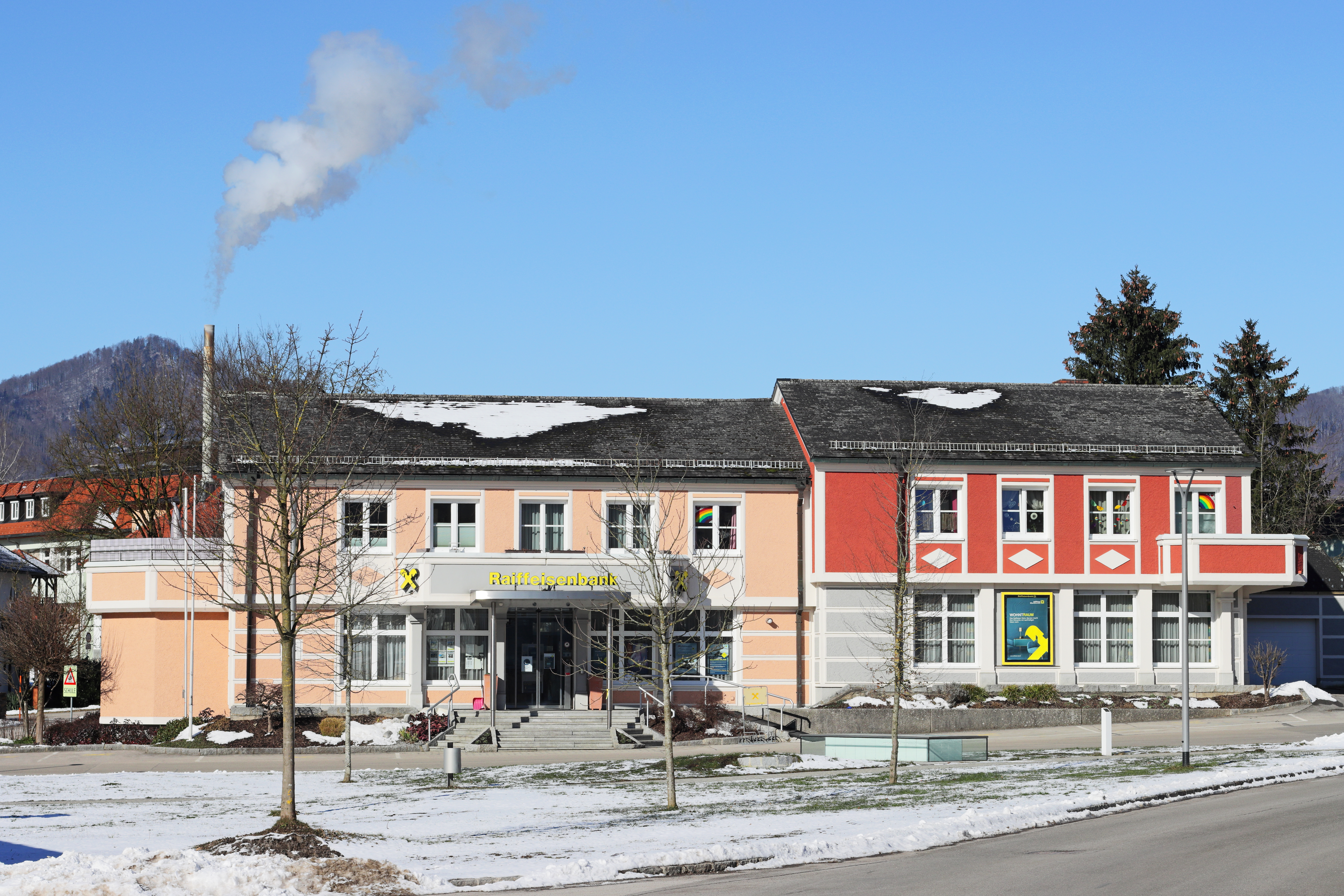
Raiffeisenbank Molln
Am 25. April 1889 gründeten 34 Mollner Bürger den Vorschusskassenverein für die Ortsgemeinde Molln. Von der Gründung bis in die 1960er Jahre führte man den Geschäftsbetrieb im alten Gemeindehaus. 1911 Umbenennung in Vorschusskassenverein für die Gemeinde Molln und die Pfarre Leonstein reg. Gen. mit unbeschränkter Haftung. Ab 1950 Eröffnung der ersten Girokonten. Bis 1959 war die Raika als Sonntagskasse organisiert, dann nahm der erste hauptberufliche Mitarbeiter Berthold Grasböck seine Arbeit auf. 1966 eröffnete die Raiffeisenkasse ihr erstes Kassengebäude neben dem Kaufhaus Derfler. 1979 Ankauf dieses Nebengebäudes. Im Jahr 1985 Eröffnung der Zweigstelle in Leonstein (Grünburg). 1989 gedachte die Raiffeisenkasse Molln der Gründung vor 100 Jahren, die Bilanzsumme überschritt 190 Millionen Schilling. Beschäftigt waren zehn Mitarbeiter. Die Bilanzsumme 2015 erreichte 67 Millionen Euro.
Raiffeisenbank Ried im Traunkreis
Am 31. August 1890 etablierte sich der Vorschusskassenverein für die Ortsgemeinde Ried im Traunkreis. Die Raiffeisenbank zählt somit, genauso wie Molln und Pettenbach, zu einer der ersten „Raikas“ in Oberösterreich. Im Jahr 1900 verwaltete die Raiffeisenkasse 63.568 Kronen an Spareinlagen und derselbe Betrag konnte den Mitgliedern an Ausleihungen wieder zur Verfügung gestellt werden. Im Oktober 1933 fand der Ankauf vom Haus Ried Nr. 73 statt. Anfang 1948 wurde der erste hauptberufliche Mitarbeiter eingestellt. 1965 eröffnete man das zweite Bankgebäude (Ried Nr. 111). 1971 hielt die EDV Einzug. Im Oktober 1979 wurde das in weiterer Folge bis 2020 genutzte (dritte) Bankgebäude feierlich eröffnet. Im September 1990 würdigte die Bank das 100-Jahr-Jubiläum. Als Bilanzsumme 2015 waren 60 Millionen Euro ausgewiesen.
Raiffeisenbank Schlierbach
Am 10. Jänner 1904 war die Gründungsversammlung für den Vorschusskassenverein für Schlierbach und Oberschlierbach. Das erste Büro wurde im Stiftsgebäude eingerichtet. Seit 1954 gab es den Tagesgiroverkehr. Die Eröffnung eines Bankgebäudes neben der Volksschule geschah am 1. Oktober 1961. Im Jahr 1978 erfolgte ein Neubau südlich dem Gemeindeamt. Das 100. Bestandsjahr zelebrierte die Bank 2004. Die letzte Bilanzsumme überschritt 44 Millionen Euro.
Raiffeisenbank Nußbach
Die Gründung des Vorschuss–Cassen–Verein für Orts- und Pfarrgemeinde Nußbach erfolgte am 4. März 1901 im Gasthaus Lidauer, dem heutigen Staudinger. Ab 1931 wurde ein eigenes Bankgebäude errichtet und 1938 auf Raiffeisenkasse umfirmiert. 1978 und 1986 erweiterte man das Bankgebäude. Erstmals 1993 werden PC´s verwendet, ein Bankomat und Kontoauszugsdrucker aufgestellt. 1996 wurde aus der Raiffeisenkasse die Raiffeisenbank. 2001 feierten fünf Mitarbeiter und rund 500 Mitglieder das 100-jährige-Jubiläum. Die Bilanzsumme 2015 lag bei 37 Millionen Euro.

## Forum Region Kirchdorf

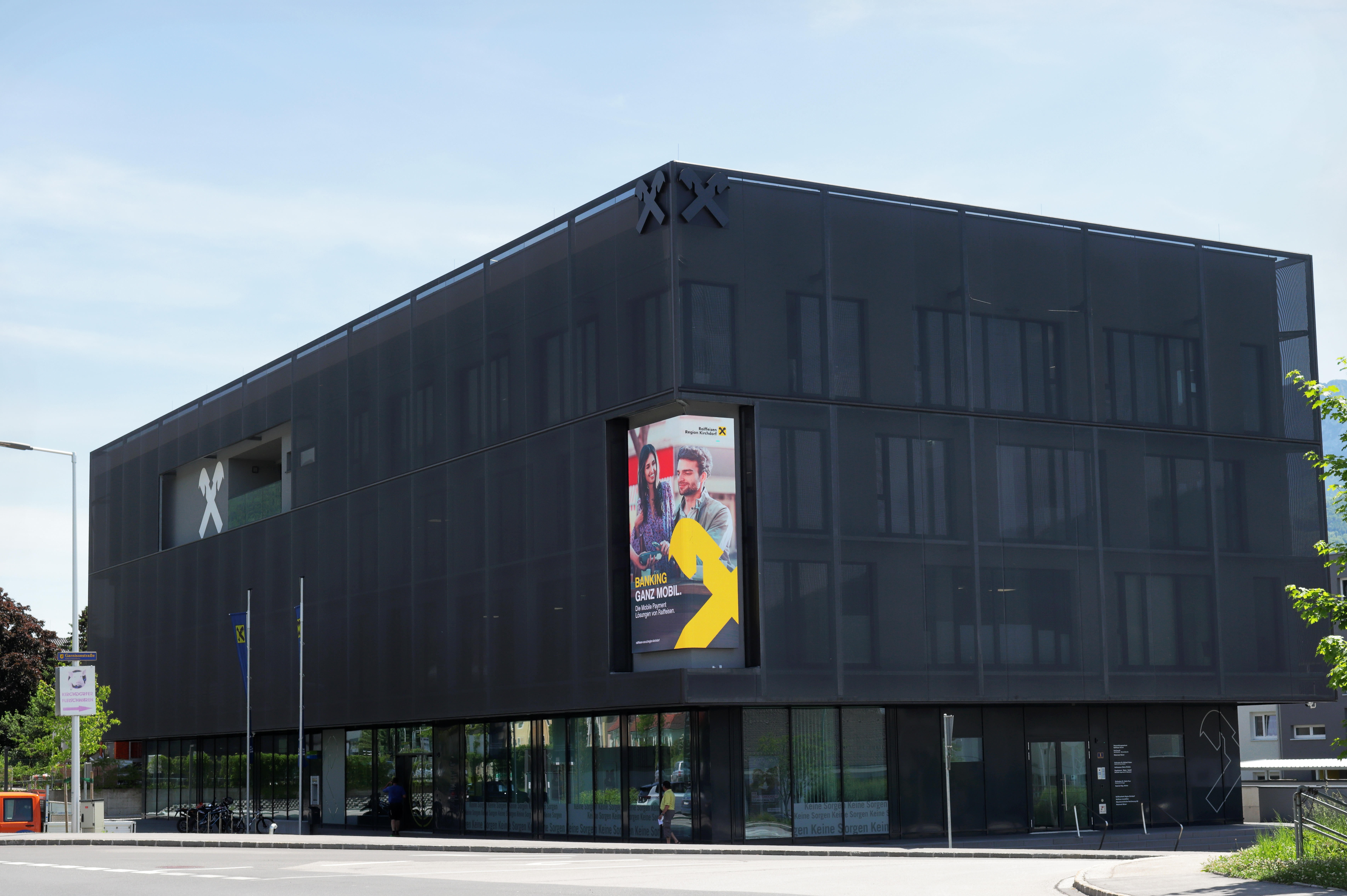
Blick von der Bambergstraße (B 138)

Im April 2018 war der Spatenstich für das sich über vier Etagen erstreckende Beratungs- und Dienstleistungszentrum „Forum Region Kirchdorf“. Das Forum beherbergt im linken Gebäudeteil ebenerdig die Raiffeisen-Bankstelle Kirchdorf und ein Raiffeisen-Immobilienbüro sowie im 1. und 2. Stock ein Firmenkundenzentrum und die Verwaltungszentrale (Kreditmanagement, Betriebswirtschaft, Geschäftsleitung und weitere Abteilungen). Im 3. Stock steht ein Schulungs- und Veranstaltungsraum zur Verfügung. Im rechten Gebäudeteil des Forums haben sich darüber hinaus regionale Unternehmen aus den Bereichen Wirtschaft und Gesundheit (Notariat, Versicherung, Reisebüro, Steuerberatung, Fachärzte, Masseur) eingemietet. Die Eröffnung erfolgte Mitte Oktober 2019.

## Raiffeisengenossenschaft
Die Raiffeisenbank Region Kirchdorf ist als Genossenschaftsbank organisiert, genauso wie rund 400 weitere Primärbanken von Raiffeisen Österreich. Als Genossenschaftsbank gehört sie den Mitinhabern, welche Geschäftsanteile gezeichnet haben. Die über 60 oberösterreichischen Raiffeisenbanken sind gemeinsame Eigentümer der Raiffeisenlandesbank Oberösterreich, die Landesbanken wiederum sind Mehrheitseigentümer der Raiffeisen Zentralbank Österreich. Rechtliche Grundlagen sind das österreichische Bankwesengesetz (BWG), das Genossenschaftsgesetz, das Genossenschaftsrevisionsgesetz und die (von der Generalversammlung beschlossenen) Statuten.
Organe der Raiffeisenbank Region Kirchdorf sind (hauptberuflicher) Vorstand, Aufsichtsrat und die genossenschaftliche Generalversammlung.